# LY-487,379
LY-487,379 je lek koji se koristi u naučnim istraživanjima. On deluje kao selektivni pozitivni alosterni modulator za metabotropni glutamatni receptor grupe II 2. On se koristio za studiranje strukture i funkcije ovog tipa receptor, i LY-487,379 se zajedno sa drugim mGluR2/3 agonistima i pozitivnim modulatorima istražuje kao mogući antipsihotik i anksiolitik.